# Biotic Baking Brigade
Biotic Baking Brigade, ibland benämnda Bagare utan gränser är en löst sammansatt grupp bestående av aktivister, berömda för sina så kallade "tårtningar" mot berömda personer som Bill Gates, San Francisco-borgmästarna Willie Brown, och Gavin Newsom, antigay-prästen Fred Phelps, ekonomen Milton Friedman, Sveriges kung Carl XVI Gustaf, Kanadas tidigare premiärminister Jean Chrétien, konservativa journalisten William F. Buckley, tidigare WTO-ledaren Renato Ruggiero, och Ann Coulter, bland andra.
Gruppen förespråkar en vänsterinriktad filosofi, och många medlemmar är också aktiva inom frågor som ekologi, social rättvisa, homosexuellas rättigheter, djurrätt, och feminism, med koppling till grupepr som Earth First!!, Food not bombs, och ACT UP. Man motsätter sig bland annat nyliberalismen.
Medlemmar har åkt fast för misshandel på grund av tårtningarna.

### Fotnoter
1. ↑  Marcin de Kaminski (11 oktober 2000). ”Holland: Borgmästare eller paj-as?”. Anarkistisk tidning. Arkiverad från originalet den 5 mars 2016. https://web.archive.org/web/20160305023941/http://www.yelah.net/arkiverad/20001011131900. Läst 9 december 2012.
2. ↑  
”Biotic Baking Brigade”. www.commondreams.org. Arkiverad från originalet den 16 maj 2008. https://web.archive.org/web/20080516064357/http://www.commondreams.org/pressreleases/Nov%2098/111498c.htm. Läst 1 maj 2008.
3. ↑  
Lewis, Gregory (9 november 1998). ”Pie-pitch recipe: Activism with humor”. sfgate.com. http://www.sfgate.com/news/article/Pie-pitch-recipe-Activism-with-humor-3060366.php. Läst 1 maj 2008.
4. ↑  ”SF Supervisor PIED At Re-Election Party/Biotic Baking Brigade”. 4 november 1998. Arkiverad från originalet den 3 juli 2010. https://web.archive.org/web/20100703000914/http://hpn.asu.edu/archives/Nov98/0065.html. Läst 2 augusti 2008.
5. 1 2  
Nieves, Evelyn (20 januari 1999). ”San Francisco Pie-Throwers Are Guilty Of Battery - New York Times”. query.nytimes.com. http://query.nytimes.com/gst/fullpage.html?res=9D00E2D71230F933A15752C0A96F958260. Läst 1 maj 2008.